# Сейди, Мусса
Мусса Сейди (фр. Moussa Seydi; род. 21 августа 1996, Седиу) — сенегальский футболист, нападающий люксембургского клуба «Расинг».

## Клубная карьера
Является воспитанником сенегальской школы «Дженерейшен Фут». Летом 2014 года подписал контракт с французским клубом «Мец». Стал играть за вторую команду, дебют состоялся 28 марта 2015 года в поединке против «Монткё». Удачно начал сезон 2016/2017 во второй команде, забив два мяча в трёх матчах, был вызван в главную команду. 21 сентября 2016 года дебютировал в Лиге 1 поединком против «Бордо», выйдя на замену на 70-й минуте вместо Исмаилы Сарра.